# جراحة القلب الهجينة
يمكن تعريف الإجراء الجراحي القلبي الهجين بمعناه الدقيق بوصفه الإجراء الذي يجمع بين الجزء الجراحي الباضع التقليدي (بما في ذلك الشق الجراحي الجلدي) والجزء التداخلي، باستخدام نوع من الإجراءات القائمة على القساطر الموجهة بواسطة التصوير بالكشف الفلوري (أو غيره من التقنيات، على سبيل المثال التصوير المقطعي المحوسب والتصوير بالرنين المغناطيسي) في غرفة العمليات الهجينة (أو آر) دون انقطاع. تتميز التقنية الهجينة بانخفاض فرصة الإصابة بالمضاعفات الجراحية بالإضافة إلى ترافقها مع فترة نقاهة أقصر. يمكن استخدام هذه التقنية في معالجة العديد من الحالات والأمراض القلبية، وقد أصبحت تقنية الجراحة الهجينة أكثر شيوعًا مع تزايد التعقيدات المرافقة لكل حالة.
يمكن إجراء جراحة القلب الهجينة في مرحلة واحدة أو على مرحلتين. يتمثل الفرق بين الحالتين في المدة الزمنية المنقضية بين مكوني الجراحة الهجينة. يمكن إجراء العملية ذات المرحلة الواحدة في الجناح الهجين مع استلزامها غرفة عمليات متخصصة. في العملية ذات المرحلتين، توجد فجوة زمنية بين تداخل القسطرة والعملية الجراحية. تتراوح هذه المدة بين دقائق أو ساعات في العادة وما قد يصل في بعض الحالات النادرة إلى أيام وأسابيع. يمكن إجراء العملية ذات المرحلتين نموذجيًا في موقعين مختلفين، مع البدء من مختبر القسطرة متبوعًا بغرفة العمليات الجراحية.

## الاستخدامات والمخاطر المرافقة
يمتلك كل من مكوني جراحة القلب الهجينة مجموعة من الاستخدامات المتعددة ويمكن استخدامهما بشكل مستقل في تدابير استعادة الوظائف القلبية. ينطوي كل من هذين المكونين أيضًا على مخاطر ومضاعفات معينة.
تمثل قسطرة القلب عملية إدخال القسطرة عبر الوعاء الدموي إلى القلب. يمكن استخدام قسطرة القلب بعد ذلك بهدف إجراء الفحوصات اللازمة وغيرها من الإجراءات. تشمل هذه الإجراءات كلًا من الدعامة التاجية، ورأب الوعاء، واحتياطي التدفق الجزئي، والتصوير بالأمواج فوق الصوتية داخل الأوعية (آي في يو إس) وخزعات القلب. تشمل الحالات التي تستلزم إجراء قسطرة القلب كلًا مما يلي: التصلب العصيدي، واعتلال عضل القلب، والفشل القلبي ومرض الصمام القلبي. تشمل المخاطر المرافقة لعمليات قسطرة القلب كلًا من النزف، أو التكدم، أو الألم، أو الخثرات الدموية، أو تلف الأوعية الدموية أو الإنتان في مكان إدخال القسطرة، بالإضافة إلى اضطراب النظم القلبي، أو الإقفار، أو الانسداد المفاجئ للشريان التاجي، أو تمزق بطانة الشريان أو تلف الكلى أو السكتة الدماغية. يُعتبر العديد من هذه المخاطر المرافقة لقسطرة القلب من مخاطر الإجراءات القلبية الباضعة الأخرى. تنطوي الجراحات الهجينة على العديد من هذه المخاطر ذاتها وغالبًا ما تترافق مع حالة من القلق بشأن نجاح العلاج المضاد للصفيحات والنزف التالي للجراحة.

## التطبيقات السريرية

### مقاربة إعادة التوعي الهجينة للمرض القلبي التاجي
يُعتبر الطعم المجازي الجراحي وإعادة توعي الشريان التاجي بطريق الجلد من الخيارات المعزولة تقليديًا. قد تتيح المقاربة الهجينة المتزامنة الفرصة أمام مطابقة الاستراتيجية الأفضل مع كل آفة تشريحية معينة. من أجل ذلك، طُورت تقنية إعادة التوعي التاجي الهجينة و«إم آي دي سي إيه بي» (جراحة مجازة الشريان التاجي المباشرة غير الباضعة). تُعد إعادة توعي الفرع الأمامي بين البطينين للشريان التاجي الأيسر مع الشريان الصدري الغائر الخيار العلاجي الأفضل حتى الآن فيما يتعلق بنتائجه طويلة الأمد. يساهم إدخال هذا العلاج مع عملية رأب الوعاء التاجي بطريق الجلد (إجراء هجين) في تطبيق إعادة التوعي متعددة الأوعية عبر عملية بضع الصدر المصغرة. تنخفض معدلات الوفيات والأمراض بشكل خاص بين المرضى ذوي الخطورة المرتفعة مقارنة بالجراحة التقليدية.